# Фатах
Фатах (ал-фа̀тах или ал-фатх, на арабски الفتح) е обратен акроним от арабските думи в израза „харакат ат-тахрир ал-уатани ал-филастини“ (буквално: „движението за освобождаване на палестинската родина“).
Това е палестинска партия, основана през 1959 от Ясер Арафат. През 1967 – 1968 Фатах се присъединява към Организацията за освобождение на Палестина (ООП) и Арафат става неин лидер през 1969.
Дълго време целта на Фатах е да бъде създадена независима арабско-палестинска държава на територията на Израел, който да бъде унищожен. Водачите на Фатах са прогонени от Йордания в Ливан след сблъсъците с йорданските сили през 1970 – 1971, които започват с Черния септември през 1970. След като политическите лидери на Фатах приемат да създадат държава само на палестинките араби на териториите, отредени за нея от ООН, те фактически признават правото на евреите на собствена държава и, след преговори с Израел, се създава Палестинската автономия с президент Я. Арафат.
Палестинският президент Махмуд Абас е сегашният председател на Фатах. Той е избран на тази длъжност малко след смъртта на Ясер Арафат през 2004.
На 8 август 2009 той е преизбран за лидер на „Фатах“ чрез единодушие на конгреса на партията. Преизбирането на Абас без гласуване е предопределено, защото за лидерското място няма други предложения.